# Richard O. Latham
Richard O. Latham (* 1906; † 1980) war ein englischer Organist, Chorleiter und Komponist. Er war für viele Jahre Organist an der St Paul’s Church, Knightsbridge. Er war Professor am Royal College of Music in London.
1946 nahm er an einer Reise des Associated Board of the Royal Schools of Music (ABRSM) nach Ceylon teil, über die er in einem Tagebuch berichtet.
Sein Sohn ist Richard M. Latham.